# Holmevattnet, Västergötland
Holmevattnet är en sjö i Hålanda socken i Ale kommun i Västergötland och ingår i Göta älvs huvudavrinningsområde. Sjön är 24 meter djup, har en yta på 0,667 kvadratkilometer och är belägen 104,5 meter över havet. Holmevattnet är den fjärde största sjön i vildmarksområdet Risveden och den allra största i Hålanda. Sjön avvattnas av vattendraget Grönån.

## Delavrinningsområde

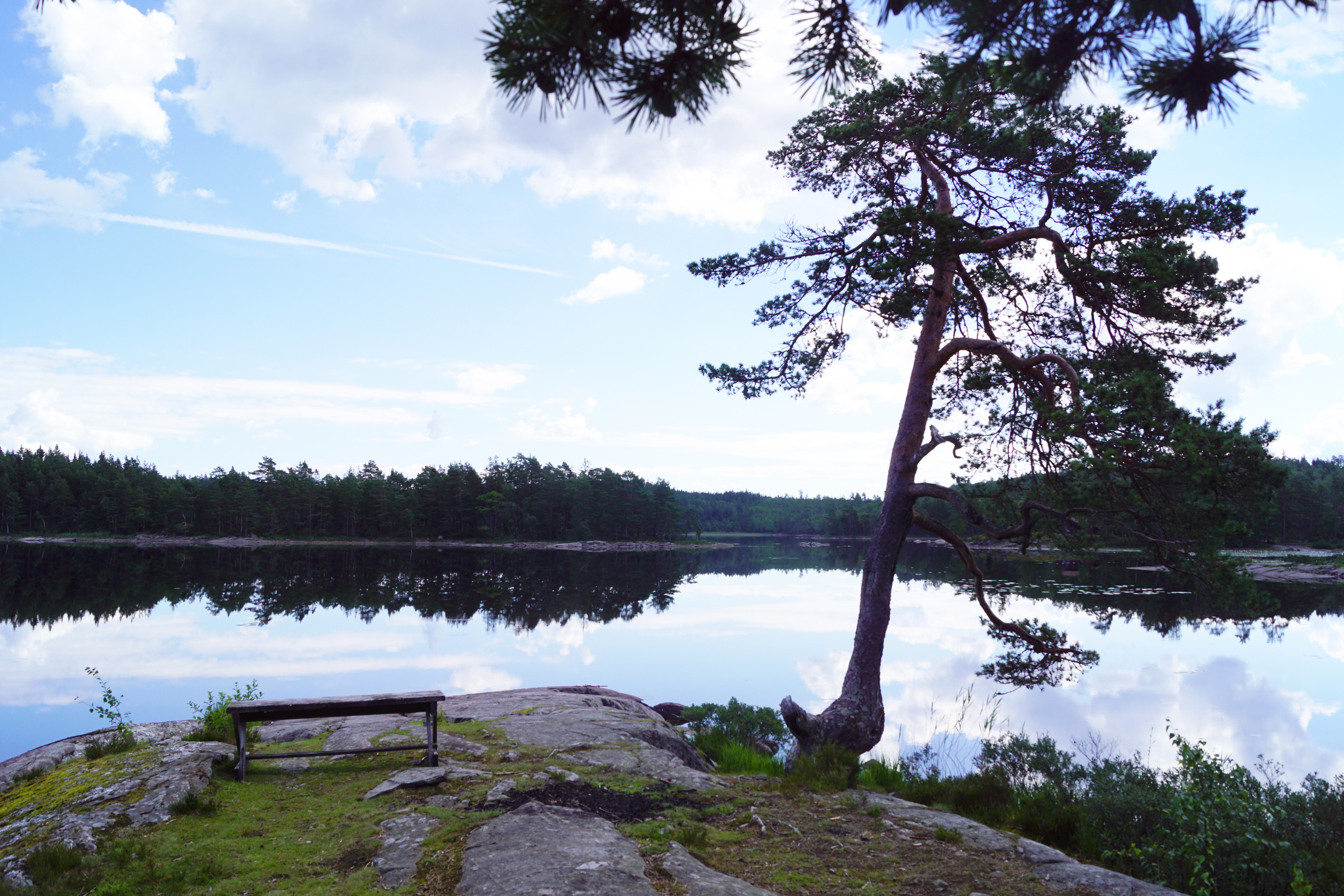
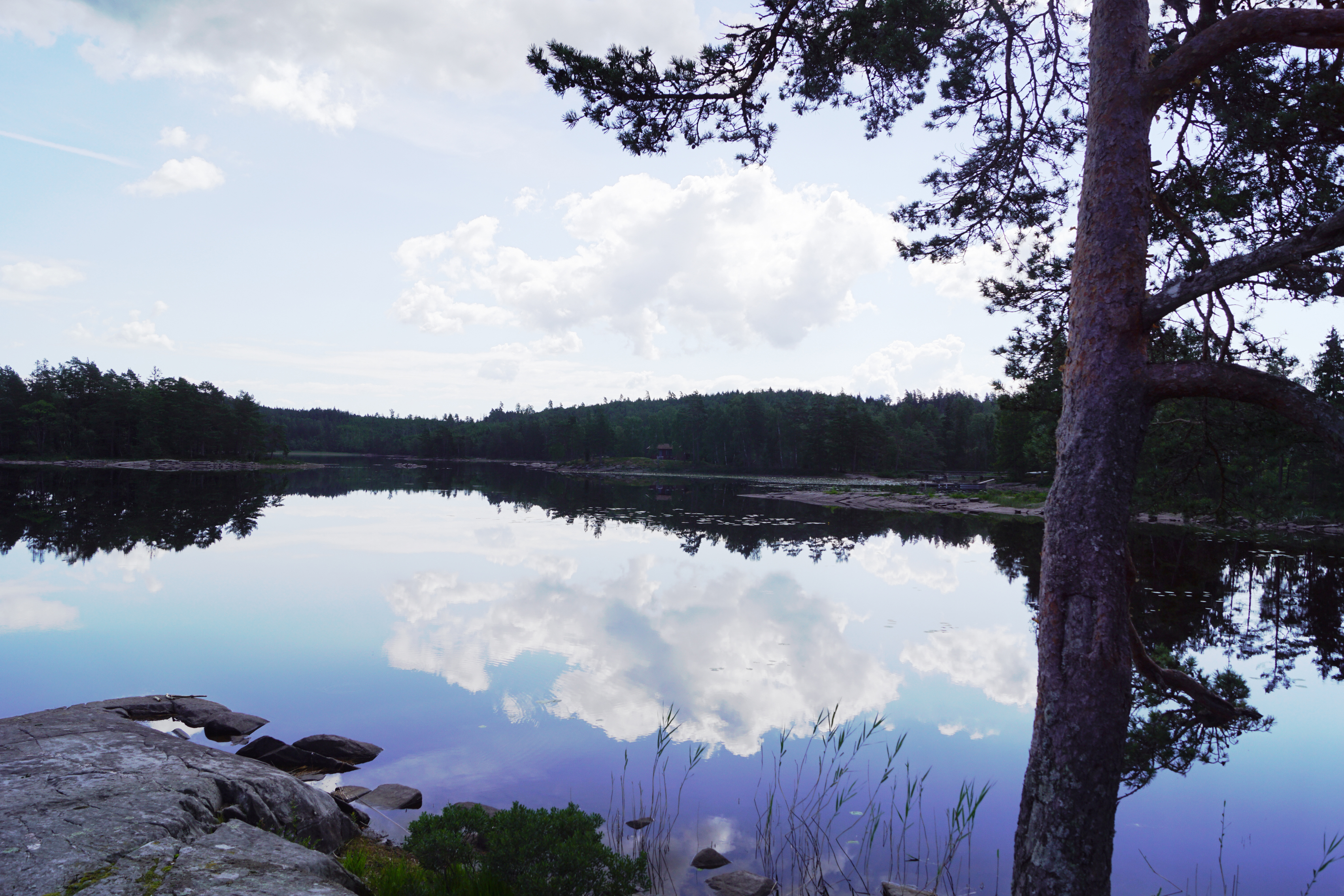

Holmevattnet ingår i det delavrinningsområde (643852-128914) som SMHI kallar för Mynnar i Grönå. Medelhöjden är 86 meter över havet och ytan är 42,93 kvadratkilometer. Det finns inga avrinningsområden uppströms utan avrinningsområdet är högsta punkten. Grönån som avvattnar avrinningsområdet har biflödesordning 4, vilket innebär att vattnet flödar genom totalt 4 vattendrag innan det når havet efter 45 kilometer. Avrinningsområdet består mestadels av skog (67 procent) och jordbruk (17 procent). Avrinningsområdet har 1,18 kvadratkilometer vattenytor vilket ger det en sjöprocent på 2,7 procent.